# Organizarea militară și politică abbasidă
Califatul abbasid a luat naștere în jurul orașului Bagdad, Madinat as-Salam („orașul izbăvirii”). 
Califatul abbasid s-a dezvoltat între anii 762 d.Hr. (data la califul abbasid Al-Mansur,cel căruia Dumnezeu i-a dat victoria, a construit o altă capitală pentru noul califat, în câmpia Mesopotamiei) și 1258 (când armata hanului mongol Hulagu, nepotul lui Genghis-Han, l-a executat pe ultimul conducător abbasid și a distrus Bagdadul din temelii). Familia abbasizilor a luat puterea declarându-se apărătoarea unei anumite forme de legitimitate familială și religioasă, fără însă a fi adoptat și ideile, uneori heterodoxe, profesate de partizanii lor, adepți ai șiismului.

## Organizarea militară
Califatul nu a avut niciodată o armată mare, bine organizată și cu instrucție sistematică. Gărzile califale erau aproape singurele trupe regulate, formînd nucleul în jurul căruia gravitau comandanții locali, în funcție de tribul sau provincia din care proveneau recruții.
Armata regulată (gund) sau (murtaziqa), era plătită de stat. Voluntarii, proveniți mai ales din beduini, primeau retribuție când se aflau în serviciul militar. Armata regulată era alcătuită din infanterie (harbiya), dotată cu lănci, săbii, scuturi, din arcași și din cavalerie (fursan), echipată cu coifuri, securi, platoșe și lănci lungi. Incepând cu al optulea calif, Al-Mutasim(833-842), s-a înmulțit numărul mercenarilor sclavi cumpărați, cei mai mulți de origine turcică, nucleul gărzii califului și chiar al armatei abbaside fiind format dintr-o miliție de condiție servilă.
Numărul mercenarilor a crescut rapid, ei eliminându-i pe militarii khorasanieni și pe descendenții acestora, care susținuseră până atunci califatul.

## Organizarea politică

### Califul
Califul reprezenta autoritatea supremă și delega exercitarea autorității civile unui vizir (wazir), a autorității judiciare unui judecător (qadi), a celei militare unui general (amir). Califul rămânea mereu arbitrul suprem în probleme de stat. Principiul succesiunii ereditare, datând din perioada omeyyadă, a fost menținut. Califul își desemna ca succesor unul dintre fii, pe cel favorit sau considerat competent, orice rudă aptă să îndeplinească această funcție. Începând cu al optulea calif, Al-Mutasim bi-Allah (833-842), până la sfârșitul dinastiei, ei au început să poarte titluri onorifice în a căror componență intra cuvântul Allah. În perioada de declin supușii le au conferit titluri extravagante ca halifat Allah sau zill Allah (califul lui Dumnezeu).
Administrația abbasidă dispunea și de o contabilitate (diwan al zimam), înființată de Al-Mahdi, o cancelarie (diwan al-tawqi'). Cancelaria se ocupa de toate documentele politice și edictele califale, existând și o instituție pentru verificarea plăngerilor.
Califul utiliza veniturile (fay') pentru plata trupelor, întreținerea drumurilor, podurilor, a moscheilor și în general, pentru bunăstarea comunității musulmanilor.
Cancelarul curții (Hagib) era principalul demnitar din anturajul califului. Acesta era însărcinat să îi prezinte califului solii și oaspeții de rang înalt. Alte personaje importante din preajma califului sunt călăul și astrologul curții, funcție inspirată din practica persană.
Al-Mansur (754-775) este considerat adevăratul fondator al califatului și al capitalei Bagdad. Alte exemple de califi cunoscuți sunt Harun ar-Rașid (786-809), suveranul evocat în O mie și una de nopți, un fel de Carol cel Mare oriental și Al-Ma'mun (813-833), ocrotitorul savanților și artiștilor din califat. Unii sunt neînduplecați apărători ai sunnismului (Al-Mutawakkil, 847-861), autoritari în defavoarea influenței dinastiilor locale (al-Mu'tamid, 870-892). Un descendent al lui Al-Mutawakkil, Ibn al-Mu'tazz, califul de o zi, este unul din cei mai mari poeți și critici ai literaturii arabe.

### Vizirul
Vizirul constituia un alter ego al califului. Acesta numea sau îndepărta din funcție guvernatori și judecători, cu asentimentul califului, transmițîndu-și autoritatea pe principiu ereditar. Vizirul confisca bunurile unui guvernator căzut în dizgrație, ca și a acelor demnitari de rang mai mic, iar califul aplica aceeași pedeapsă vizirului destituit. Vizirul sau marele vizir conducea consiliul califal, alcătuit din ceilalți demnitari cu atribuții în stat. Instituția vizirului este în mod esențial evolutivă, oscilând între doi poli: o simplă funcție de mare funcționar, având sarcina direcției administrative a birourilor, și un adevărat înlocuitor al califului, cumulând toate puterile, chiar și cele militare și dirijând politica statului. Este deci o instituție compozită, mereu legată de noțiunea de serviciu personal al suveranului, al cărui acord este întotdeauna indispensabil și numai în numele căruia acționează vizirul.

### Guvernatorul
Guvernatorul avea un rol important în problemele locale ale califatului, descentralizarea fiind o consecință inevitabilă a extinderii teritoriului în condiții de comunicare dificilă. Autoritatea locală a guvernatorului era decisivă, iar funcția sa, ereditară. Existau două tipuri de guvernorat, unul în care acesta deținea conducerea supremă a armatei, dreptul de a supraveghea judecătorii, de a colecta impozitele, de a administra poliția și de a conduce rugăciunile publice de vineri, iar altul, mai limitat, guvernatorul neavând competențe asupra judecătorilor și de a colecta impozitele. 

### Perceptoratul
Finanțele constituiau principala preocupare a statului abbasid și ommeyad, perceptoratul (diwan al-harag) sau vistieria (bay al-mal)menținându-și astfel importanța instituțională. Zakat-ul, ca sursă de venit a statului, impozit care trebuia plătit de orice musulman, era impus pe terenuri cultivabile, vite, aut și argint, alte articole comerciale. Perceptorii oficiali țineau evidența terenurilor, a vitelor și a altor bunuri asemănătoare. Declararea obiectelor personale, de aur și argint, de exemplu, depindea de conștiința fiecărei persoane. Toți banii rezultați erau împărțiți săracilor, orfanilor, voluntarilor în războiul sfânt, în vederea răscumpărării sclavilor și prizonierilor.
Tributul impus dușmanilor străini, capitația impusă supușilor nemusulmani (gizya), impozitul funciar (harag), impozitul pe mărfurile importate de nemusulmani în teritoriile islamice constituiau alte surse importante de venit. De la nemusulmani impozitul funciar a avut ponderea cea mai mare în totatul impozitelor destinate nemusulmanilor.

### Puterea judiciară
Cadiul apare ca un păzitor al legii, shari'a,ca asesor și consilier al autorității în materie judiciară. Exista la Bagdad funcția de mare cadiu, a cărui titular numește și revocă, sub autoritatea califului sau vizirului, ansamblul judecătorilor, aceștia fiind astfel dependență de puterea centrală. Puterea suverană, în caz de abuz de putere, de nedreptate, păstra dreptul de a rezolva aceste cazuri de excepție la tribunalul „abuzurilor” (mazalim), un fel de justiție proprie, a califului.

### Alte servicii administrative ale califatului abbasid
Administrația abbasidă dispunea și de un serviciu de poliție și un serviciu poștal (barid). De la un capăt la altul al islamului, după un sistem regulat de circa o mie de relee, circulă ordinele oficiale și informațiile cu privire la atitudinea guvernatorilor, funcționarilor, starea provinciilor sau situația la frontiere. În vârful ierarhiei, șeful suprem al poștei este dublat de cel al Informațiilor (khabar), la rându-i însărcinat cu supravegherea administrației centrale, inclusiv a vizirului.